# Unité urbaine d'Ézy-sur-Eure
L'unité urbaine d'Ézy-sur-Eure est une unité urbaine française centrée sur les communes d'Anet et Ézy-sur-Eure. Elle est composée de sept communes, dont trois dans l'Eure (Normandie) et quatre en Eure-et-Loir (Centre-Val de Loire).

## Données générales
En 2010, selon l'Insee, l'unité urbaine était composée de dix communes.
En 2020, à la suite d'un nouveau zonage, elle est composée de sept communes, les trois autres communes constituant l'unité urbaine d'Ivry-la-Bataille.
En 2022, elle compte 12 546 habitants.

## Composition selon la délimitation de 2020
Elle est composée des sept communes suivantes :
| Nom               | Code Insee | Département  | Statut       | Superficie (km2) | Population (dernière pop. légale) | Densité (hab./km2) | Modifier                                    |
| ----------------- | ---------- | ------------ | ------------ | ---------------- | --------------------------------- | ------------------ | ------------------------------------------- |
| Anet              | 28007      | Eure-et-Loir | ville-centre | 7,85             | 2 708 (2022)                      | 345                | modifier les données · modifier les données |
| Ézy-sur-Eure      | 27230      | Eure         | ville-centre | 8,92             | 3 653 (2022)                      | 410                | modifier les données · modifier les données |
| Boncourt          | 28050      | Eure-et-Loir | banlieue     | 3,71             | 283 (2022)                        | 76                 | modifier les données · modifier les données |
| Croth             | 27193      | Eure         | banlieue     | 10,51            | 1 419 (2022)                      | 135                | modifier les données · modifier les données |
| Marcilly-sur-Eure | 27391      | Eure         | banlieue     | 15,48            | 1 611 (2022)                      | 104                | modifier les données · modifier les données |
| Saussay           | 28371      | Eure-et-Loir | banlieue     | 4,59             | 1 090 (2022)                      | 237                | modifier les données · modifier les données |
| Sorel-Moussel     | 28377      | Eure-et-Loir | banlieue     | 12,80            | 1 782 (2022)                      | 139                | modifier les données · modifier les données |

## Démographie
| 1968  | 1975  | 1982  | 1990   | 1999   | 2008   | 2013   | 2019   |
| ----- | ----- | ----- | ------ | ------ | ------ | ------ | ------ |
| 6 007 | 6 793 | 7 999 | 10 296 | 10 959 | 11 704 | 12 137 | 12 504 |

#### Données générales
- Unité urbaine
- Aire d'attraction d'une ville
- Aire urbaine (France)
- Liste des unités urbaines de France

#### Données démographiques en rapport avec l'unité urbaine d'Ézy-sur-Eure
- Aire d'attraction de Paris
- Arrondissement de Dreux
- Arrondissement d'Évreux